# Cinematèca de Tolosa
La Cinematèca de Tolosa (en francès Cinémathèque de Toulouse) és una institució fundada el 1964 per amants apassionats del cinema reunits al voltant de Raymond Borde (1920-2004). Es defineix per les dues missions fonamentals que caracteritzen qualsevol filmoteca: la conservació i la difusió del patrimoni cinematogràfic.
És un dels tres principals arxius cinematogràfics francesos amb el Departament de Patrimoni del Centre national du cinéma et de l’image animée (CNC) i la Cinémathèque Française. Es troba al número 69, carrièra del Taur a Tolosa de Llenguadoc, a la regió d'Occitània.

## Història

### Abans de la cinemateca
El 1952, Raymond Borde va ser un dels amfitrions del Ciné-Club de Tolosa. Ja està molt preocupat pels problemes de preservar la pel·lícula com a objecte material. Es tracta d'una col·lecció de bobines recuperades majoritàriament dels mercats de puces (mercat de Sant Sernin, etc.), dels paradistes de fira, de la xarxa Cinéma Éducateur i dels cineastes. El 1952, Raymond Borde va descobrir al mercat de puces de Sant Sernin una còpia de The Ring (1929), una pel·lícula d'Alfred Hitchcock aleshores considerada perduda.
L'any 1958, a Raymond Borde, en vista de la seva col·lecció, se li va oferir per incorporar-se al Centre Regional de Documentation Pédagogique, 3 rue Roquelaine, que es va convertir en el lloc on es projectaven les pel·lícules. També rep el suport de Roger Clerc, animador del Ciné-club de la jeunesse que oficia al CRDP. Finalment, a través del Ciné-Club de la jeunesse, va conèixer estudiants que després formarien part de l'equip fundador de la Cinematèca de Tolosa: Guy-Claude Rochemont i Pierre Cadars, entre d'altres.
Durant aquest període, Raymond Borde va treballar estretament amb Henri Langlois: la Cinémathèque française va enviar moltes pel·lícules a Tolosa i viceversa. Abans d'esdevenir una associació, la Cinematèca de Tolosa s'anomenava “Amics de La Cinémathèque française”. Les relacions entre els dos homes van començar a deteriorar-se quan Henri Langlois va decidir retirar la Cinémathèque française de la FIAF el 1960.

### Creació i primers anys

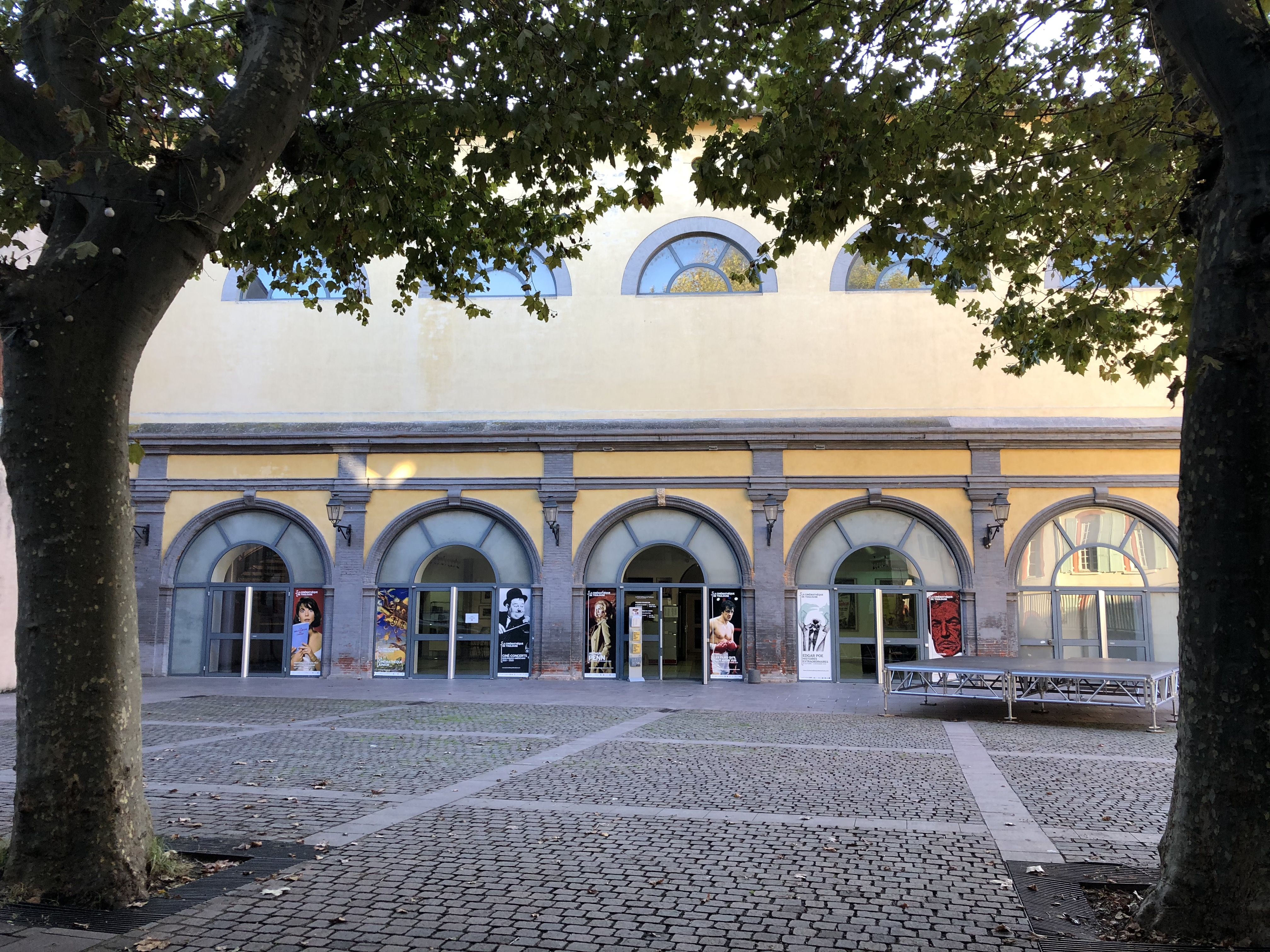
Claustre de la cinemateca

Després de deu anys de col·leccionisme, Raymond Borde va decidir l'any 1964, amb l'equip d'amants del cinema que havia reunit al voltant del seu projecte: Pierre Marty (professor de l'ENSEEIHT de Tolosa, càmera del Groupe des Cinéastes Indépendants), Guy-Claude Rochemont, Roger Clerc –, per donar forma jurídica a la seva iniciativa: va crear la Cinematèca de Tolosa el 12 de febrer de 1964 i la va incorporar a una associació sota la llei de 1901, segons el mateix model que va adoptar Henri Langlois per la Cinémathèque Française.
Marcel Oms, fundador de l'Institut Jean Vigo i amic de Raymond Borde, va crear “Les Amis du Cinéma”, una mena de cineclub a Perpinyà. Va muntar el festival Confrontations des de 1965 i la Cinematèca de Toulouse va organitzar la part retrospectiva, que va permetre a l'associació integrar també el col·lectiu professional, a més dels cinèfils.
Paral·lelament, la Cinematèca de Tolosa comença a recollir pel·lícules en 16 mm amb donacions de membres d'UFOLEIS (Federació de Cine-Clubs de la Lliga Francesa d'Educació i Ensenyament Permanent).
El 1965, Raymond Borde va optar per unir-se a la Federació Internacional d'Arxius Fílmics (FIAF), sota el doble patrocini de Jacques Ledoux i Freddy Buache, respectivament comissaris de la Cinematèca Reial de Bèlgica i la Cinemateca Suïssa. Això obre la Cinematèca de Tolosa a intercanvis internacionals que seran determinants per al seu futur. La incorporació a la FIAF també va suposar una ruptura en les relacions entre Henri Langlois i Raymond Borde.
L'any 1966, la trobada amb el Gosfilmofond, arxiu nacional de cinema de la Unió Soviètica, és a l'origen d'una col·laboració especialment rica entre Moscou i Tolosa.
El 1970 i el 1971, la Cinematèca de Tolosa va adquirir dos emplaçaments permanents: un edifici d'emmagatzematge de pel·lícules a Vernet, donat per Francis Grosso, i una antiga escola primària a la carrièra del Barri Bonafé, a Tolosa, per a l'administració, la biblioteca, els cartells i les fotos. Aquests són els primers locals oficials de la Cinematèca de Tolosa.
Les projeccions es van fer a la sala Montaigne del CRDP fins al 1996.

### Punt d'inflexió de la dècada de 1980
L'any 1981, gràcies a les primeres subvencions del CNC, que van reforçar la seva política nacional de conservació cinematogràfica, la Cinematèca de Tolosa va poder permetre la creació d'un primer grup de personal fix: dos tècnics de cinema, un bibliotecari i un secretari que cohabitaven amb els voluntaris amb tasques específiques. A aquestes subvencions s'afegiran, al llarg dels anys, les de l'Ajuntament de Tolosa, el Departament de l'Alta Garona i la Regió de Migdia-Pirineus, que l'animaran a buscar i catalogar una col·lecció d'arxiu regional.
La Cinematèca de Tolosa va desenvolupar llavors tota una xarxa d'associacions i col·laboracions que inclouen:
- Perpinyà: Institut Jean Vigo, festival Confrontations, fundat conjuntament (1964 a 1981)
- Tolosa: Festival de pel·lícules redescobertes, Cinémémoire (1991 a 1997)
- Valença: Trobades Cinematogràfiques
- Montpeller: Festival de Cinema Mediterrani, Cinemed
- La Rochelle: Festival Internacional de Cinema

### Dècada de 1990, nova ubicació
L'augment de les col·leccions de la Cinematèca de Tolosa exigeix nous locals i comporta un replantejament de les seves funcions, sobretot pel que fa a la distribució. Després es va traslladar a la carrièra del Taur, 69 a proposta de l'ajuntament de Tolosa. Aquest edifici va ser anteriorment el lloc de recepció del Partit Socialista Obrer Espanyol (PSOE) però també l'antiga sala del Ciné-espoir i l'antic Théâtre du Taur. Aquesta instal·lació també l'acosta al cinema ABC, la primera casa d'art i assaig de la ciutat.

## Locals

### Carrièra del Taur 69

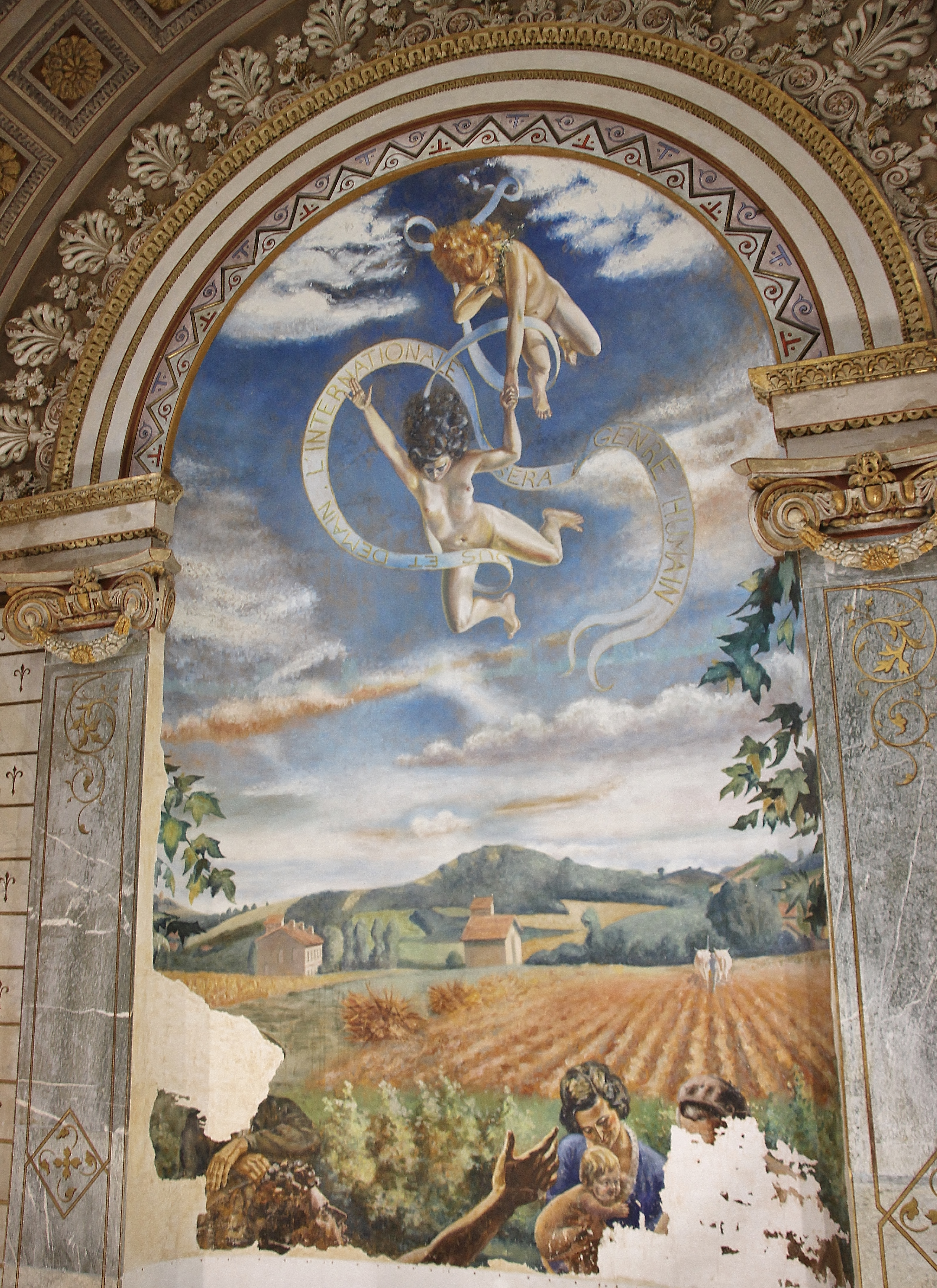
Fresc de 1933 exaltant el socialisme agrari.

Originàriament, l'edifici de la Carrièra del Taur es trobava dins dels murs de l'antic Collège catholique de l'Esquile, datat del s.XVI i catalogat com a Monuments històrics des del 2 de juny de 1992 (la porta de l'Esquile està catalogada des de 1910). L'any 1995, durant les obres de reforma, es va redescobrir el cor de la capella i, al fons, un mural. Datat de la primera part del s.XX (1933), aquest quadre, obra de Jean Druille, es presenta com una al·legoria del socialisme agrari dominat per una exaltació anticlerical del comunista. ideal. Tots dos –cor i pintura mural– van ser sotmesos a una important restauració, realitzada el 1995-1996 per François Tollon i Gabriel Burroni. Va ser només el 2014 que l'autoria de la pintura (fins ara anònima) la descobreix Coralie Machabert.
La Cinematèca de Tolosa es va inaugurar el febrer de 1997 al número 69 de la carrièra del Taur. Actualment és el domicili oficial de la seu de l'associació i seu de projeccions, trobades, exposicions, activitats educatives i culturals, així com la biblioteca que ha trobat el seu lloc a l'antiga capella del Col·legi.

### Centre de Conservació i Recerca
Els locals de Vernet i Bonafé es mostren inadequats per a la conservació de les col·leccions: ja no compleixen els estàndards de seguretat ni de gestió d'arxius. Així, s'ha posat en marxa el projecte de creació del centre de conservació a Balma, als afores de Tolosa.
Inaugurat el gener de 2004, aquest centre acull entre els seus murs les col·leccions cinematogràfiques (bobines) i no cinematogràfiques (cartells, fotografies, documents publicitaris, arxius, etc.) de la Cinémathèque de Toulouse. S'hi ha implantat una política de conservació activa, inclosa la catalogació i tractament de les col·leccions.

## Col·leccions

### Pel·lícules
La col·lecció de pel·lícules (aproximadament 50.000 còpies) cobreix tots els gèneres, nacionalitats i èpoques. Al llarg del temps han sorgit centres d'excel·lència: cinema francès, cinema rus i soviètic, cinema clàssic americà, burlesc, cinema llatinoamericà, pel·lícules regionals, de gènere i eròtiques, i documentals. La major part està formada per còpies antigues i la majoria de les vegades es publiquen còpies.
Moltes pel·lícules han estat restaurades per la Cinematèca de Tolosa, entre elles moltes de mudes, entre elles les de Charley Bowers, redescobertes per Raymond Borde quan aquest director havia caigut en l'oblit. En els darrers anys s'han restaurat set títols de les col·leccions de la Cinematèca de Tolosa restaurades : Verdun, visions d'Histoire de Léon Poirier en 2006, La Vendeuse de cigarettes du Mosselprom de Youri Jeliaboujski en 2007, La Vaga de Serguei M. Eisenstein en 2008, La Campagne de Cicéron de Jacques Davila en 2009, La Grande Illusion de Jean Renoir en 2011, Les Misérables d’Henri Fescourt en 2014 i Pour Don Carlos de Musidora en 2019.

### No pel·lícules
Primera col·lecció de cartells de cinema a França amb els seus 90.000 documents, que data de 1908 fins a l'actualitat, el fons està format principalment per cartells francesos però també conté molts cartells alemanys, polonesos, cubans, italians... Cartells que no es conserven ni a la Cinémathèque française ni a la Bibliothèque Nationale de France es beneficien d'un tracte preferent en la política de restauració de col·leccions.
Les fotografies, més de 550.000 clixés, incloses fotografies de rodatge, plató, promoció i personalitats, es refereixen principalment al cinema francès i al cinema americà.
Els arxius conservats es reparteixen entre cinquanta col·leccions de cineastes, periodistes, cineclubs, aficionats al cinema, operadors de cinema i productores que cobreixen la història del cinema des de 1910 fins a l'actualitat.
El fons de guions, format per més de 2.500 documents, inclou continuïtats de diàleg, retalls, sinopsis, presentacions de projectes, etc. a partir de la dècada de 1930.
Altres conjunts de documents es conserven a la Cinematèca de Tolosa: documents publicitaris, dibuixos, vestuari, objectes precinema (lanternes màgiques, plaques precinema, praxinoscopis…) i aparells.

### Biblioteca

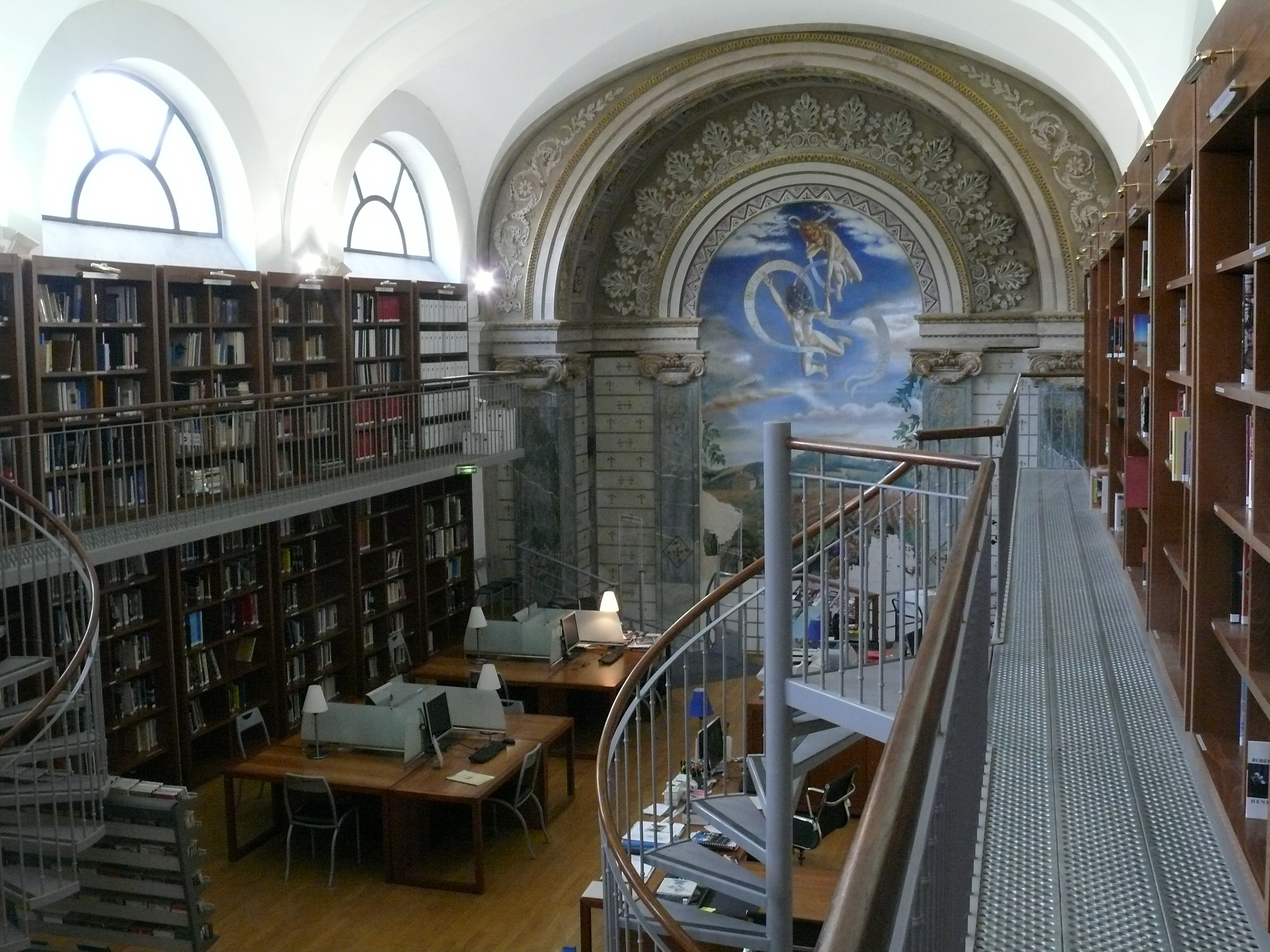

La biblioteca de la Cinematècae emmagatzema i posa a disposició del públic 15.000 llibres, més de 1.500 títols de publicacions periòdiques franceses i estrangeres, 1.500 títols de pel·lícules en DVD i aproximadament 70.000 arxius de premsa (grups d'articles de crítica cinematogràfica de la premsa general).
En els llibres, el visitant té accés a catàlegs de festivals, biografies, anàlisis i estudis, llibres d'història del cinema classificats per països, d'oficis i tècniques, de gèneres cinematogràfics, tesis universitàries, guions, etc. Les publicacions periòdiques inclouen publicacions franceses i estrangeres. La biblioteca inclou una gran col·lecció de pel·lícules narrades, revistes populars de la dècada de 1920 a la dècada de 1970, revistes corporatives, fanzins i molt més. El número periòdic més antic data de 1907.
Des del 2015, la biblioteca també ofereix accés als arxius de l'Institut national de l'audiovisuel.
El catàleg de ref-llibres, publicacions periòdiques i col·leccions no cinematogràfiques (cartells, fotos, etc.), Ciné-Ressources, està disponible en línia.

## Actes organitzats per la Cinematèca de Tolosa

### Festivals
- Extrême Cinéma, en febrer, des de 1999
- Cinéma en plein air, en juliol-agost, des de 2005
- Zoom Arrière (2007 à 2016)
- Cinéminots (2017 à 2019), en col·laboració amb altres quatre sales de cinema
- Histoires de cinéma, en novembre, des de 2017

### Exposicions
Les exposicions es presenten regularment a la sala de recepció de la Cinémathèque de Toulouse de col·leccions o col·laboradors, sovint en relació amb el programa o el tema del festival actual. També són una oportunitat per donar a conèixer al públic col·leccions rares, com la seva col·lecció de fanzines o novel·les de cinema narrat.

## Assistència
La Cinematèca de Tolosa programa al voltant d'un miler de projeccions l'any, dedicades a cicles temàtics, retrospectives o festivals. Va acollir prop de 90.000 espectadors el 2018. Les seves dues sales acullen concerts de cinema, trobades professionals, debats amb convidats, sessions per a escolars, conferències, etc.
La biblioteca acull més de 2.000 persones cada any, inclosos molts estudiants i investigadors.

## Equip
La Cinematèca de Tolosa compta actualment amb una trentena de treballadors. El seu director adjunt és actualment Franck Loiret. Els membres de la Junta Directiva són:
- President: Robert Guédiguian
- Vicepresident: Christian Thorel
- Tresorer: Alain Bouffartigue
- Secretari: Guy-Claude Rochemont